# Psilopleura semiflava
Psilopleura semiflava là một loài bướm đêm thuộc phân họ Arctiinae, họ Erebidae.